# Бимбисара
Бимбисара е крал, а по-късно и император Магадха от 543 г. до смъртта си и принадлежи на династията Харянка. Смята се, че разширяването на кралството му и по-специално анексирането на царство Анга на изток прави възможна по-късно експанзията на Маурийската империя.
За него се знае, че е голям приятел, поддръжник и защитник на Буда. Бимбисара построява известния в будистките текстове град Раджагриха. На трона той е наследен от своя син Аджаташатру. Според будистките текстове крал Бимбисара среща принц Сидхарта още преди да стане просветлен Буда, а по-късно става негов важен ученик със сериозно присъствие в определени сутри. Споменава се, че е достигнал реализацията на сротапана. В същото време джайнистките текстове го описват като ученик на Махавира.